# Chraboły (gmina)
Chraboły – dawna gmina wiejska istniejąca 1952–1954 i 1973–1976 w woj. białostockim (dzisiejsze woj. podlaskie). Siedzibą gminy były Chraboły.
Gmina została utworzona w dniu 1 lipca 1952 roku w woj. białostockim, w powiecie bielskim, z części gmin Bielsk i Wyszki. W dniu powołania gmina składała się z 10 gromad: Chraboły, Deniski, Haćki, Hryniewicze Małe, Husaki, Knorozy, Ploski, Plutycze, Rajsk, Stołowacz. Gmina została zniesiona 29 września 1954 roku wraz z reformą wprowadzającą gromady w miejsce gmin.
Wraz z kolejną reformą administracyjną gminę Chraboły reaktywowano w dniu 1 stycznia 1973 roku w tymże powiecie i województwie. 1 czerwca 1975 gmina znalazła się w nowo utworzonym mniejszym woj. białostockim. 1 lipca 1976 roku gmina została zniesiona przez połączenie z dotychczasową gminą Bielsk Podlaski w nową gminę Bielsk Podlaski.